# Acalyptris nigrisignum
Acalyptris nigrisignum is een vlinder uit de familie van de Nepticulidae. De wetenschappelijke naam van deze soort is voor het eerst gepubliceerd in 2015 door Jonas Rimantas Stonis en Andrius Remeikis. 
De soort komt voor in Curaçao.